# Miraglossum laeve
Miraglossum laeve är en oleanderväxtart som beskrevs av F.K. Kupicha. Miraglossum laeve ingår i släktet Miraglossum och familjen oleanderväxter. Inga underarter finns listade i Catalogue of Life.